# Peter Taaffe
Pour les articles homonymes, voir Taaffe.
Peter Taaffe, né à Birkenhead (Angleterre) le 7 avril 1942 et mort le 23 avril 2025, est un homme politique et théoricien marxiste britannique.
Il est le secrétaire général du Socialist Party et l'un des dirigeants du Comité pour une Internationale ouvrière (dont la Gauche révolutionnaire, la section française).
Il est, durant les années 1970 et 1980, un des dirigeants, avec Ted Grant, de la Militant Tendency, groupe marxiste britannique qui pratique l'entrisme au sein du parti travailliste, ainsi qu'un des éditeurs de leur journal The Militant.
Il s'oppose au début des années 1990 à Ted Grant sur la pertinence de continuer de pratiquer l'entrisme au sein du parti travailliste, ce qui conduit à la rupture entre les deux groupes. Le groupe mené par Peter Taaffe quitte alors le Parti travailliste pour former ce qui est aujourd'hui le Parti socialiste et le Comité pour une Internationale ouvrière.

## Biographie

### Militant
En 1964, Peter Taaffe, Jimmy Deane, Keith Dickension, Ellis Hillman, John Smith et plusieurs autres cadres de la Revolutionary Socialist League décident de lancer le Journal Militant: for Labour and Youth. Ce nom ne fait pas l'unanimité au sein de leur organisation ; en effet, Ted Grant, le principal cadre du parti, est opposé à ce choix. Peter Taaffe est choisi comme rédacteur en chef de la nouvelle publication.

« Au début des années 1960 nous pensions qu'il manquait un journal qui exprimait des idées socialistes et marxistes claires, un journal qui ne serait pas marginal mais qui serait publié au sein du principal parti de la classe ouvrière. A ce stade, nous pensions qu'il s'agissait du parti travailliste. »

En 1965, Taaffe quitte Liverpool pour s’installer à Londres. Il devient secrétaire national et rédacteur à temps plein de Militant malgré de sérieuses difficultés financières.
Le journal est vendu par les sympathisants de la Revolutionary Socialist League et finalement, le groupe se fait rapidement connaitre et appeler par le nom du journal lui-même : Militant, ou encore sous le nom Militant Tendency.
En 1965 dans son neuvième exemplaire, Militant publie une une rédigée par Peter Taaffe intitulée : « Nationalisez les 400 monopoles ». Cette une est la première demande de Militant d'une nationalisation d'un nombre précis d'entreprises multinationales installées en Grande-Bretagne, celles-ci étant censées représenter 80 % du PIB. Ces nationalisations seraient accompagnées d'une demande de mise sous contrôle ouvrier et de planification socialiste de l'économie. Ce genre de demande par Militant trouve son origine dans le Programme de transition de Léon Trotsky formulant des demandes intermédiaires pour fédérer la classe ouvrière avant d'entamer la voie vers le socialisme grâce à une direction révolutionnaire.

### Expulsion du Parti travailliste
À partir des années 1980, la Militant Tendency est devenue la principale organisation trotskyste en Grande-Bretagne. Le Parti travailliste, sous la direction d'abord de Michel Foot puis de Neil Kinnock, entreprend de purger en son sein les membres de la Militant Tendency. Ainsi, en 1983, cinq membres du comité éditorial de Militant (Ted Grant, Keith Dickinson, Lynn Walsh, Clare Doyle et Peter Taaffe) sont expulsés du parti.

### Scission et indépendance
Dès 1987, des différences idéologiques et tactiques commencent à apparaître au sein de la Militant Tendency entre les partisans de Peter Taaffe, favorables à une politique d'indépendance du parti travailliste, et ceux de Ted Grant voulant poursuivre l'expérience entriste.
Après de nombreux débats, l'indépendance est votée par la majorité du parti en octobre 1991 et le parti Militant Labour est fondé.
En 1992, la minorité organisée autour de Ted Grant décide de rester infiltrée au sein du Parti travailliste autour d'une nouvelle publication : Socialist Appeal.

### LeSocialist Party
En 1997, Militant Labour devient le Socialist Party et la publication de celui-ci devient The Socialist.
Peter Taaffe continue d'être un contributeur important du journal du parti. Il publie aussi de nombreux articles pour le Comité pour une Internationale ouvrière.
En novembre 2016, Peter Taaffe et plus de 70 autres militants formulent une demande d'adhésion au parti travailliste pour soutenir Jeremy Corbyn contre ses opposants intérieurs. L'objectif de cette manœuvre était d'obtenir l'affiliation du Socialist Party au parti travailliste.

### Fin de vie
Peter Taaffe meurt le 23 avril 2025, à l'âge de 83 ans,.

## Publications
- Liverpool - A city that Dared to Fight (1988)
- The Masses Arise: The Great French Revolution, 1789-1815 (1989)
- A World in Crisis (1994)
- The Rise of Militant (1995)
- The History of the CWI (1997)
- Cuba: Socialism and Democracy - Debates on the Revolution and Cuba Today (2000)
- Afghanistan, Islam and the Revolutionary Left (2002)
- Post-September 11: Can US Imperialism be Challenged (2002)
- Empire Defeated: Vietnam War - The Lessons for Today (2003)
- A Socialist World is Possible (2005)
- 1926 General Strike - Workers Taste Power (2006)
- Marxism in Today's World (2006)
- Socialism and Left Unity (2008)